# Пежо тип 92
Пежо тип 92 (фр. Peugeot Type 92) је аутомобил произведен између 1907. и 1908. од стране француског произвођача аутомобила Пежо у њиховим фабрикама у Оданкуру и Лилу. У том периоду је произведено 527 јединица.
Аутомобил је покретао четворотактни, четвороцилиндрични мотор снаге 18 КС и запремине 3635 cm³ код варијанти 92 А и 92 Ц и 3706 cm³ код варијанти 92 Б и 92 Д. Мотор је постављен напред и преко ланчаног преноса давао погон на задње точкове.
Међуосовинско растојање код варијанти 92 А и 92 Ц је 2825 мм са размаком точкова 1350 мм, а код варијанти 92 Б и 92 Д међуосовинско растојање је 3104 мм и размак точкова 1400 мм. Каросерија је типа дупли фетон са простором за четири особе, а спортски модел је двосед.